# Felix Buttersack (Journalist)
Felix Buttersack (* 10. Mai 1900 in Ellwangen (Jagst); † 9. März 1986 in Starnberg) war ein deutscher Journalist. Er war 1946 Gründer, Mitherausgeber und bis 1963 erster Chefredakteur der Abonnementzeitung Münchner Merkur, dem er über Jahrzehnte hinweg seinen Stempel aufzudrücken vermochte. Buttersack war auch Miteigentümer des Münchener Zeitungsverlages, der den Merkur und ab 1968 auch die Boulevardzeitung tz verlegte.

## Leben
Der Schwabe wuchs in Heilbronn und Ulm, wo sein Vater Landgerichtsdirektor war, auf. Er war Soldat im Ersten Weltkrieg und studierte danach in Heidelberg und München, wo er zum Dr. phil. promovierte.
Der konservative Buttersack begann seine journalistische Laufbahn in der Feuilletonredaktion des Berliner Lokal-Anzeigers. Nach dem Zweiten Weltkrieg war er von Juni 1946 bis September 1947 erster  Chefredakteur von Radio München, dem Vorgänger des Bayerischen Rundfunks.
Felix Buttersack hatte in jener Zeit auch die Idee zum „Rama dama“ (bayerisch für: Räumen tun wir), einer Wochenendaktion, bei der Tausende von Bürgern und selbst amerikanische Besatzungssoldaten sich anschickten, die gröbsten Trümmer, die der Bombenkrieg in München hinterlassen hatte zu beseitigen.
Zwischen 1952 und 1957 alimentierte er den seinerzeitigen CSU-Bundesminister und späteren bayerischen Ministerpräsidenten Franz Josef Strauß mit monatlich 250,- DM. Dieser sollte „beraten, er sollte Kontaktmann sein, außerdem Anreger, Ideenbringer usw. Gelegentlich hat er auch eigene Artikel gebracht, das war aber keineswegs Hauptzweck seiner Tätigkeit, ganz im Gegenteil.“ „Die Zusammenarbeit mit dem Kläger war ein Akt der Dankbarkeit, das soll heißen, es war ein Akt freundschaftlicher Zusammenarbeit.“ Dies wurde im Rahmen eines Prozesses, den Strauß 1965 vor dem Landgericht München gegen den seinerzeitigen Spiegel-Herausgeber Rudolf Augstein führte, bekannt.
Ab 1956 sammelte Buttersack mit dem Münchner Bürgerbund erfolgreich Spenden, um den Wiederaufbau dreier Wahrzeichen der Stadt, des Alten Peter, des Cuvilliés-Theater und der Kuppeln der Frauenkirche zu ermöglichen.
Buttersack blieb bis 1977, als der Berliner Großverleger Axel Cäsar Springer sein Engagement im Münchner Zeitungsverlag verstärkte, Mitherausgeber des Münchner Merkur. Seine Gesellschafteranteile am Verlag von zuletzt 26,4 % (andere Quellen: 26,51 %) übernahm 1982 die Emil Griebsch Graphische Betriebe KG, Betriebsgesellschaft des Westfälischen Anzeigers, des Verlegers Dirk Ippen.
Zum 80. Geburtstag Buttersacks veröffentlichte der Münchener Zeitungsverlag die Laudatio Für den Tag, über den Tag hinaus. Felix Buttersack war verheiratet, blieb aber ohne direkte Nachfahren. Er ist auf dem Friedhof von Icking im oberbayerischen Landkreis Bad Tölz-Wolfratshausen beigesetzt.

## Ehrungen
- 1953: Verdienstkreuz (Steckkreuz) der Bundesrepublik Deutschland
- 1961: Bayerischer Verdienstorden
- 1965: Großes Verdienstkreuz der Bundesrepublik Deutschland
- 1970: Medaille „München leuchtet – Den Freunden Münchens“ in Gold
- 1980: Großes Bundesverdienstkreuz mit Stern
- Großes Bundesverdienstkreuz mit Stern und Schulterband